# 飛白
飛白是故意援誤的一種修辭方法，和malapropism相近。
作者模仿、記錄或援用某些音近或別音的字詞，製造錯誤以達到喜劇效果等目的。這種作法違反了一般語用的準則，產生弦外之音或幽默特色。
malapropism中文或作麥拉普現象，指文字誤用，用語源自英國喜劇作家理查·謝雷登（Richard Brinsley Sheridan）作品《情敵》（The Rivals）中，常常搞錯字的Malaprop夫人，該名字取自法語mal à propos，意思是「不恰當」。

## 範例
- 「這該怎麼辦？」「這該涼拌。」

中文的問答玩法。
- Comparisons are odorous.（人比人氣死人）

取代odious（可惡的）。
- 弱肉強食→燒肉定食。

日語的諺語戲仿。

### 粵語
- 勁到冇人有 → 勁到冇朋友 —— 同韻同調（諧音）
- 冇事嘅 → 帽事嘅 —— 同聲同韻
- 觀察力強 → 摩擦力強 —— 同調字
- 一里通百里明 → 一里通馬國明 —— 同調字詞

## 延伸阅读
[在维基数据编辑]
 《欽定古今圖書集成·理學彙編·字學典·飛白部》，出自陈梦雷《古今圖書集成》